# Fundong
Fundong è il capoluogo del dipartimento di Boyo, in Camerun.